# Deep Heat
Singles de Dream Nails
DIY
Deep Heat est un single du groupe Dream Nails. Ce single est sorti le 3 novembre 2016 en Angleterre sur les plateformes digitales et le 5 juin 2017 avec le label Krod Records en Europe. Le single a été enregistré à Soundsavers à Londres en Angleterre par Mark Jasper,.

## Titre

### Chanson
- Deep Heat - 2:31

## Musiciennes
- Anya Pearson : guitare
- Janey Starling : chant
- Judith Dawson : batterie
- Emmett Roberts : basse